# Bela rasa
Bela rasa je kulturna oznaka za populacije Evrope in njihove potomce. Kategorija "rase" je družben konstrukt, ki nima biološke podlage, temveč je povezana z zdravorazumskimi opažanji, ki jih ljudje tvorijo skozi vsakodnevno življenje kot so fenotipske razlike med različnimi populacijam. Fizičen izgled pa ni nujno edini način, kako se rasa pripiše: ta je vezana tudi na jezik, kulturo, razred, religijo, stereotipe ipd. Prikaz tega so recimo irski, italijanski in poljski priseljenci v Združene države Amerike, ki danes sicer veljajo za "bele" Evropejce, vendar pa so bili v 19. in 20. stoletju izključeni in kategorije "belosti".
Zgodovina rasne kategorizacije kot biološke kategorije izhaja iz zgodnjenovoveške znanosti. Po Smedleyjevi in Marksovi analizi se je evropski pogled na "raso" – skupaj z mnogimi zamislimi, ki so danes povezane s tem pojmom – začel oblikovati v času znanstvene revolucije in evropskega imperializma. V tem obdobju se je začelo poudarjati proučevanje naravnih vrst, hkrati pa so evropske kolonialne sile vzpostavljale politične odnose z ljudstvi, ki so imela povsem drugačne kulturne in politične tradicije. Ko so Evropejci prihajali v stik z ljudmi iz različnih delov sveta, so začeli razmišljati o telesnih, družbenih in kulturnih razlikah med različnimi skupinami. Vzpon atlantske trgovine s sužnji, ki je postopoma izpodrinila prejšnje oblike suženjstva, je še dodatno spodbudil razvrščanje ljudi – to pa je služilo kot opravičilo za podrejanje Afričanov.
V angleščini se beseda "rasa" prvič pojavi leta 1508, vendar pa je v tem času ideja povezana z bibličnim izročilom. To pomeni, da je bilo splošno sprejeto, da so vsi ljudje na Zemlji potomci Adama in Eve, torej pripadajo eni vrsti in imajo skupen izvor. Vendar pa so hkrati verjeli, da obstajajo različne skupine ljudi, ki so se na neki točki v preteklosti ločile (npr. v času vesoljnega potopa) in se razselile po Zemlji. Posledica tega so bili rodovi in sorodnostne linije, ki so ustrezale razlikam v fizičnem videzu in geografskem izvoru. Legitimizacija suženjstva v tem obdobju še ne izvira iz "rasne superiornosti" ene skupine nad drugo.
V 17. in 18. stoletju britanski in ameriški avtorji besedo "rasa" redko uporabljajo, vendar pa se med nekaterimi pojavi prepričanje, da so nekatere "rase" več vredne kot druge. Leta 1748 je angleški filozof David Hume napisal: "Črnci so edina 'rasa', ki ni nikoli razvila pomembnejše civilizacije, kar kaže, da so 'po naravi inferiorni belcem'."
Taki pogledi so v 19. stoletju postajali vedno bolj pogosti. Če je Carl Linneaus v 18. stoletju v svoji klasifikaciji vrst raso razumel kot "tip" človeškega bitja, se je pod vplivom in sprejetjem teorije evolucije raso v 19. stoletju razumelo kot podvrsto. Čeprav je večina znanstvenikov nacistični "znanstveni rasizem" pred drugo svetovno vojno obravnavala kot traparijo, je nacizem svojo ideologijo rasne superiornosti vseeno institucionaliziral v ustaljena znanstvena prepričanja, ki so legitimirala genocid.
Napredki v genetiki, zlasti po drugi svetovni vojni so povzročili, da je biologija (pa tudi vede kot so antropologija ipd.) kategorijo "rase" izločila in ta danes znotraj te vede velja za psevdoznanstveno kategorijo. Raso danes predvsem preučujejo družbene vede, saj ta – z njo pa tudi rasizem – ostaja del človeške družbe, kulture, politike ipd.